# Каллембург (Алабама)
Каллембург (англ. Cullomburg) — переписна місцевість (CDP) в США, в окрузі Чокто штату Алабама. Населення — 126 осіб (2020).

## Географія
Каллембург розташований за координатами 31°42′47″ пн. ш. 88°17′30″ зх. д. / 31.71306° пн. ш. 88.29167° зх. д. (31.713061, -88.291774).  За даними Бюро перепису населення США в 2010 році переписна місцевість мала площу 13,84 км², уся площа — суходіл.

## Демографія
Згідно з переписом 2010 року, у переписній місцевості мешкала 171 особа в 67 домогосподарствах у складі 47 родин. Густота населення становила 12 особи/км².  Було 79 помешкань (6/км²).
Расовий склад населення:
| - 57,3 % — чорних або афроамериканців - 42,1 % — білих |

До двох чи більше рас належало 0,6 %. Частка іспаномовних становила 0,0 % від усіх жителів.
За віковим діапазоном населення розподілялося таким чином: 29,8 % — особи молодші 18 років, 55,6 % — особи у віці 18—64 років, 14,6 % — особи у віці 65 років та старші. Медіана віку мешканця становила 37,8 року. На 100 осіб жіночої статі у переписній місцевості припадало 90,0 чоловіків;  на 100 жінок у віці від 18 років та старших — 90,5 чоловіків також старших 18 років.
За межею бідності перебувало 8,5 % осіб, у тому числі 0,0 % дітей у віці до 18 років та 0,0 % осіб у віці 65 років та старших.
Цивільне працевлаштоване населення становило 18 осіб. Основні галузі зайнятості: виробництво — 61,1 %, мистецтво, розваги та відпочинок — 38,9 %.